# 고추잡채
고추잡채 또는 칭자오러우쓰(중국어 간체자: 青椒肉丝, 정체자: 青椒肉絲, 병음: qīngjiāoròusī, 한자음: 청초육사)는 잘게 썬 돼지고기와 피망을 볶아 만든 중국 음식이다. 한국식 잡채와 달리 당면이 들어가지 않는다.

## 같이 보기
- 꽃빵